# Монтиньяк, Мишель
Мише́ль Монтинья́к (фр. Michel Montignac; 19 сентября 1944, Ангулем, Франция — 22 августа 2010, Анмас, Франция) — французский диетолог, автор методик по снижению избыточного веса. Всего он опубликовал более 20 книг, продающихся в 42 странах и переведенных на 25 языков.

## Биография
Мишель Монтиньяк родился в 1944 году во Франции. В детстве он страдал от излишнего веса, как и отец. Окончив обучение в области политических и социальных наук, Монтиньяк стал интересоваться фармацевтикой, и в конце 1970-х годов начал исследования в области питания с целью преодоления собственных проблем с избыточным весом.
За годы тщательного исследования обмена веществ Монтиньяк разработал план питания, который позволил ему похудеть почти на 16 кг за три месяца. Проведя масштабную работу, он создал метод похудения, основанный на принципе разграничения продуктов, содержащих липиды и углеводы во время одного приема пищи. Монтиньяк в 1990-х годах предложил использовать так называемые гликемический индекс для предотвращения и снижения ожирения. Согласно основным принципам метода Монтиньяк низкий гликемический индекс углеводов в таблице позволяет употреблять их в любой приём пищи.
Свою первую книгу, Comment maigrir en faisant des repas d’affaires (известную под названием «Ужинайте и худейте!»), Монтиньяк опубликовал в 1986 году. Произведение стало настольным пособием для людей, предпочитающих питаться в ресторанах. Эта книга очень быстро стала бестселлером во Франции, было продано более 500 000 экземпляров.
В следующем 1987 году в свет вышла самая известная книга автора «Я ем, значит я худею» (фр. Je mange donc je maigris). Она была опубликована в 40 странах по всему миру было продано более 16 миллионов экземпляров.
Умер 22 августа 2010 в возрасте 65 лет во французском городе Анмас на юго-востоке страны.